# 가쓰라가와역 (홋카이도)
가쓰라가와역(일본어: 桂川駅 카츠라가와에키[*])은 일본 홋카이도 가야베 군 모리정에 있는 홋카이도 여객철도 하코다테 본선의 철도역이었다.

## 역 구조
2면 2선의 상대식 승강장이 있는 지상역으로, 승강장 등의 시설은 둑 위에 있기 때문에 길과는 계단으로 연결되어 있다. 두 승강장은 어긋나 있는 형태로 설치되어 있으며, 구내 건널목을 통해 연결되어 있다. 승강장과 계단 입구 사이의 옆에는 대합실이 설치되어 있다. 모리 역에서 관리하는 무인역이다.

### 승강장
| 상행 | ■ 하코다테 본선 | 모리 · 오누마 · 하코다테 방면   |
| 하행 | ■ 하코다테 본선 | 야쿠모 · 군누이 · 오샤만베 방면 |

## 역 주변
- 와시노키 보육소
- 후지미초 간이 우편국

## 역사
- 1944년 9월 30일 - 일본국유철도의 가쓰라가와 신호장으로 설치됨. 여객 취급 개시.
- 1979년 9월 27일 - 임시 승강장화.
- 1987년 4월 1일 - 일본국유철도 분할 민영화로 홋카이도 여객철도가 계승. 동시에 역으로 승격됨.
- 2007년 10월 - 역 번호 부여. H61.
- 2017년 3월 4일: 역 업무를 폐지.

## 같이 보기
- 가쓰라가와역 (교토부)

| 홋카이도 여객철도 하코다테 본선 | 홋카이도 여객철도 하코다테 본선 | 홋카이도 여객철도 하코다테 본선 |
| ------------------------------- | ------------------------------- | ------------------------------- |
| H62 모리 하코다테 방면          | ■ 하코다테 본선                 | H60 이시야 오샤만베 방면        |